# Mecynotarsus albellus
Mecynotarsus albellus is een keversoort uit de familie snoerhalskevers (Anthicidae). De wetenschappelijke naam van de soort werd voor het eerst geldig gepubliceerd in 1866 door Pascoe.